# Беррюйе, Пьер Мари-Огюст
Пьер Мари-Огюст Беррюйе (фр. Pierre Marie-Auguste Berruyer; 1780—1816) — французский военный деятель, бригадный генерал (1 год), шевалье (1811 год), участник революционных и наполеоновских войн.

## Биография
Родился в семье будущего дивизионного генерала Жана-Франсуа Беррюйе (фр. Jean-François Berruyer; 1737—1804) и его первой супруги Катрин-Полен Капен (фр. Catherine-Pauline Capin). 9 октября 1795 года поступил на военную службу в качестве адъютанта своего отца. 29 октября 1795 года был произведён в младшие лейтенанты 21-го драгунского полка. Через год, 8 октября 1796 года стал лейтенантом. 6 апреля 1798 года повышен до капитана и переведён в 11-й драгунский полк. 18 октября 1800 года сменил драгун на гусар, и возглавил роту в 11-м гусарском полку. В ходе Революционных войн сражался в рядах Рейнской и Итальянской армий, отличился в сражении при Маренго, где исполнял обязанности адъютанта генерала Бертье, и смог сплотить под огнём противника поколебавшийся батальон.
3 октября 1803 года был произведён в командиры эскадрона и назначен в 1-й драгунский полк. 21 декабря 1805 года получил звание майора, и был назначен заместителем командира 11-го драгунского полка. 10 сентября 1808 года переведён с чином командира эскадрона в полк гвардейских драгун. Принимал участие в Испанской кампании 1808 года. В 1809 году переброшен с полком в Германию, годе участвовал в Австрийской кампании 1809 года.
2 августа 1810 года произведён в полковники, и был назначен командиром 3-го драгунского полка. Вновь вернулся на Пиренейский полуостров, где сражался в рядах дивизии Монбрена. 18 июля 1811 года его полк был преобразован во 2-й шеволежер-уланский полк.
В Русской кампании 1812 года его полк действовал в составе 2-й дивизии тяжёлой кавалерии. Отличился в Бородинском сражении. При отступлении Великой Армии был ранен 18 ноября 1812 года. Продолжил сражаться во главе полка в Саксонской кампании 1813 года.
18 января 1814 года произведён в бригадные генералы. С 12 февраля под началом генерала Руска участвовал в обороне Суасона, но под напором превосходящего неприятеля вынужден был после гибели главнокомандующего оставить твердыню. 21 февраля по приказу Императора предстал вместе с генералом Лоншаном перед военной комиссией, которая 3 марта признала его поведение безупречным, и что они продлили защиту города настолько, насколько позволили их слабые силы.
При первой Реставрации Бурбонов находился с сентября 1814 года без служебного назначения. Во время «Ста дней» вновь присоединился к Наполеону. 6 апреля 1815 года возглавил бригаду в Меце, которая вошла в состав 7-й кавалерийской дивизии 4-го корпуса Северной армии. Участвовал в Бельгийской кампании, 16 июня был тяжело ранен в сражении при Линьи и с 20 июня оставался без служебного назначения.
Умер 6 июля 1816 года в Париже (по другим данным в Версале).

## Воинские звания
- Младший лейтенант (29 октября 1795 года);
- Лейтенант (8 октября 1796 года);
- Капитан (6 апреля 1798 года);
- Командир эскадрона (3 октября 1803 года);
- Майор (21 декабря 1805 года);
- Полковник (2 августа 1809 года);
- Бригадный генерал (18 января 1814 года).

## Титулы

- Шевалье Беррюйе и Империи (фр. chevalier Berruyer et de l'Empire; декрет от 15 марта 1810 года, патент подтверждён 4 января 1811 года)[1].

## Награды
Легионер ордена Почётного легиона (14 июня 1804 года)
 Офицер ордена Почётного легиона (11 октября 1812 года)
 Кавалер военного ордена Святого Людовика (10 декабря 1814 года)